# Razvojna biologija
Razvojna biologija je grana biologije koja proučava procese kojim životinje i biljke rastu i razvijaju se. Obuhvaća biologiju regeneracije, nespolno razmnožavanje, metamorfozu, rast i diferencijaciju matičnih stanica u odraslom organizmu.
U kasnom 20. stoljeću, disciplina se u velikoj mjeri preoblikovala u evolucijsku razvojnu biologiju.
Glavni procesi tijekom embrionskoga razvoja životinja su: regionalna specifikacija, morfogeneza, stanična diferencijacija, rast i sveukupna kontrola vremena odvijanja procesa koju istražuje evolucijska razvojna biologija:
- Regionalna specifikacija odnosi se na procese koji čine prostorni obrazac početno sličnih stanica. To generalno uključuje djelovanje citoplazmatskih determinanti, koje se nalaze unutar dijelova oplođenog jajeta i induktivnih signala koji se emitiraju iz signalnih centara u embrionu. Rane faze regionalne specifikacije ne čine funkcionalno diferencirane stanice, već staničnu populaciju čija je namjena razviti se u određeno područje ili dio organizma. One su definirane izražavanjem specifičnih kombinacija transkripcijskih faktora.

- Morfogeneza se odnosi na oblikovanje trodimenzionalnog oblika. Uglavnom obuhvaća orkestrirano kretanje pojedinih stanica. Važna je za nastanak tri početna sloja ranog embriona (ektoderm, mezoderm i endoderm) te za izgradnju složenih struktura tijekom razvoja organa.

- Stanična diferencijacija specifično se odnosi na oblikovanje funkcionalnih tipova stanica kao što su: živčane, mišićne, sekretorni epitel itd. Diferencirane stanice sadrže velike količine specifičnih bjelančevina povezanih sa staničnom funkcijom.

- Rast uključuje i sveukupno povećanje veličine, ali i diferencijalni rast dijelova (alometrija) koji doprinosi morfogenezi. Rast uglavnom nastaje dijeljenjem stanica, ali i promjenom veličine stanice i nakupljanjem vanstaničnih materijala.

Razvoj biljaka obuhvaća slične procesa onima kod životinja. Međutim, biljne stanice uglavnom su nepomične, pa se morfogeneza postiže diferencijalnim rastom, bez kretanja stanica. Također, induktivni signali i geni koji su uključeni razlikuju se od onih koji kontroliraju razvoj životinja. Regeneracija ukazuje na sposobnost ponovnog razvoja dijela koji nedostaje.